# Xenia Georgia Assenza
 (octobre 2018).
Si vous disposez d'ouvrages ou d'articles de référence ou si vous connaissez des sites web de qualité traitant du thème abordé ici, merci de compléter l'article en donnant les références utiles à sa vérifiabilité et en les liant à la section « Notes et références ».

 Xenia Georgia Assenza, née le 15 décembre 1990 à Hambourg, est une actrice allemande.

## Filmographie
- 2011 : World Express – Atemlos durch Mexiko de Dora Vajda[2]
- 2011 : Die Verführung - Das fremde Mädchen de Hannu Salonen[3]
- 2011 : Isenhart et les Âmes perdues de Hansjörg Thurn
- 2012 : La Châtelaine de Hansjörg Thurn
- 2014 : Siebenschön de Carsten Fiebeler[4]
- 2014 : The Dark Valley de Andreas Prochaska[5]
- 2016 : In the Ruins de Florian Frerichs : Rebecca
- 2016 : Tschick de Fatih Akin : Mona[6]
- 2017 : Snowflake de Adolfo Kolmerer et William James : Eliana[7]
- 2018 : Ronny & Klaid d'Erkan Acar
- 2020 : Faking Bullshit d'Alexander Schubert
- 2021 : Hexenjagd de Elle Callahan
- 2022 : Der junge Häuptling Winnetou de Mike Marzuk